# Campioni italiani assoluti di atletica leggera - Pentathlon maschile
Questa pagina raccoglie un elenco di tutti i campioni italiani dell'atletica leggera nel pentathlon, specialità che entrò nel programma dei campionati nel 1919 e vi rimase fino al 1934. Venne assegnato il titolo in questa specialità anche nel 1980 e 1981. Le gare si disputavano nel seguente ordine: salto in lungo, lancio del disco, 200 metri piani, lancio del giavellotto e 1500 metri piani.

## Albo d'oro
| Anno        | Atleta (società)                       | Prestazione             |
| ----------- | -------------------------------------- | ----------------------- |
| 1919        | Enrico Grimoldi ?                      | n/d = 7 p.(m)           |
| 1920        | Ermete Alfieri ?                       | 2 355,51 p. = 7 p.(m)   |
| 1921        | Adolfo Contoli Virtus Atletica Bologna | 2 648,635 p. = 11 p.(m) |
| 1922        | Adolfo Contoli Virtus Atletica Bologna | 3 223,420 p.(m)         |
| 1923        | Adolfo Contoli Virtus Atletica Bologna | 3 124,500 p. = 5 p.(m)  |
| 1924        | Adolfo Contoli Virtus Atletica Bologna | n/d = 9 p.(m)           |
| 1925        | Giacomo Carlini ?                      | 3 046,970 p. = 7 p.(m)  |
| 1926        | Giacomo Carlini ?                      | 3 229,687 p. = 7 p.(m)  |
| 1927        | Giacomo Carlini ?                      | 3 359,700 p. = 5 p.(m)  |
| 1928        | Giacomo Carlini ?                      | 3 342,420 p.(m)         |
| 1929        | Giacomo Carlini ?                      | 3 124,825 p.(m)         |
| 1930        | Giacomo Carlini ?                      | 3 616,180 p.(m)         |
| 1931        | Luigi Spazzali ?                       | 3 349,935 p.(m)         |
| 1932        | Luigi Spazzali ?                       | 3 408,245 p.(m)         |
| 1933        | Luigi Spazzali ?                       | 3 486,470 p.(m)         |
| 1934        | Enrico Torre ?                         | 3 294,850 p.(m)         |
| 1935 - 1979 | Gara non in programma                  | Gara non in programma   |
| 1980        | Antonio Iacocca ?                      | 3 500 p.                |
| 1981        | Antonio Iacocca ?                      | 3 583 p.                |